# Tilda Johansson
Pour les articles homonymes, voir Johansson.
Tilda Johansson, née le 14 juillet 1999 à Örnsköldsvik, est une biathlète suédoise.

## Biographie
Aux Championnats d'Europe de biathlon 2023 à Lenzerheide, elle décroche la médaille d'argent du sprint derrière Anastasiya Merkushyna, puis la médaille d'argent de la poursuite derrière Selina Grotian.
Elle remporte le gros globe de cristal du classement général de la saison IBU Cup 2022-2023 à l'issue de la dernière course en réussissant à conserver deux points d'avance sur Gilonne Guigonnat.
Lors du premier stage de l'intersaison en mai 2023, elle chute à vélo et souffre d'une commotion cérébrale.
Elle annonce mettre sa carrière en pause en janvier 2024. En avril de la même année, elle annonce poursuivre sa carrière en dehors de l'équipe nationale. Elle décide en décembre de mettre fin à sa carrière professionnelle.

## Palmarès

### Coupe du monde

#### Résultats détaillés en Coupe du monde
| 2022-2023 |        |        |        |        |        |    |    |    |    |    |    |    |        |        | .  | .  | .  | .  |    |    |    |    |    |         |    |  |  |
| 2022-2023 | IN     | SP     | PU     | SP     | PU     | SP | PU | MS | SP | PU | IN | MS | SP 33e | PU 20e | SP | PU | IN | MS | SP | PU | IN | MS | SP | PU Ann. | MS |  |  |
| 2023-2024 |        |        |        |        |        |    |    |    |    |    |    |    |        |        | .  | .  | .  | .  |    |    |    |    |    |         |    |  |  |
| 2023-2024 | IN 89e | SP 42e | PU 40e | SP 27e | PU 37e | SP | PU | MS | SP | PU | SP | PU | SI     | MS     | SP | PU | IN | MS | IN | MS | SP | PU | SP | PU      | MS |  |  |

### IBU Cup
- Vainqueur du classement général en 2023.

 Dernière mise à jour le 6 mars 2024 

#### Podiums individuels en IBU Cup
| Podiums individuels en IBU Cup | Podiums individuels en IBU Cup | Podiums individuels en IBU Cup | Podiums individuels en IBU Cup | Podiums individuels en IBU Cup | Podiums individuels en IBU Cup |
| n°                             | Saison                         | Date                           | Lieu                           | Épreuve                        | Résultat                       |
| ------------------------------ | ------------------------------ | ------------------------------ | ------------------------------ | ------------------------------ | ------------------------------ |
| 1                              | 2022-2023                      | 04-12-2022                     | Idre Fjäll                     | Sprint 7,5 km                  | Médaille d'argent              |
| 2                              | 2022-2023                      | 18-12-2022                     | Ridnaun-Val Ridanna            | Mass-Start 60 12 km            | Médaille de bronze             |
| 3                              | 2022-2023                      | 27-01-2023                     | Lenzerheide                    | Sprint 7,5 km                  | Médaille d'argent              |
| 4                              | 2022-2023                      | 28-01-2023                     | Lenzerheide                    | Poursuite 10 km                | Médaille d'argent              |
| 5                              | 2022-2023                      | 02-02-2023                     | Obertilliach                   | Sprint 7,5 km                  | Médaille d'or                  |

### Championnats d'Europe
| Édition \ Épreuve | Individuel | Sprint                    | Poursuite                 | Relais mixte               | Relais mixte simple |
| ----------------- | ---------- | ------------------------- | ------------------------- | -------------------------- | ------------------- |
| Lenzerheide 2023  | 5e         | Médaille d'argent, Europe | Médaille d'argent, Europe | Médaille de bronze, Europe | —                   |

Légende :
- : deuxième place, médaille d'argent
- : troisième place, médaille de bronze
- — : non disputée par Tilda Johansson

### Championnats du monde juniors
| Mondiaux / Épreuve          | Individuel | Sprint | Poursuite | Relais | Relais mixte |
| 2020 (Juniors) Lenzerheide  | 22e        | 20e    | 25e       | 11e    | -            |
| 2021 (Juniors) Obertilliach | 34e        | 27e    | 20e       | 11e    | -            |

Légende :
- — : non disputée par Tilda Johansson